# Let's Play Two
Let's Play Two (укр. Давай зіграймо двічі) — музичний документальний фільм гурту Pearl Jam, що вийшов 2017 року.

## Історія створення
Документальний фільм Let's Play Two присвячений двом концертам сіетлського рок-гурту Pearl Jam на чиказькому стадіоні «Ріґлі-Філд» у 2016 році. Чикаго є рідним містом вокаліста Едді Веддера, а стадіон — домашньою ареною місцевого бейсбольного клубу «Чикаго Кабс». Сезон 2016 року став для «Кабс» видатним, бо команда перемогла в Світовій серії чемпіонату США вперше за 108 років, перервавши рекордну серію в історії бейсболу.
Режисером фільму став Денні Клінч, автор попередньої документальної стрічки Pearl Jam Immagine in Cornice. Він поєднав фрагменти двох виступів Pearl Jam в Чикаго 20 та 22 серпня 2016 року, та найкращі моменти виступів «Кабс» протягом переможного сезону. Назва фільму є цитатою, що належала відомому гравцеві Ерні Бенксу: «Чудовий день для гри у м'яч. Давай зіграймо двічі сьогодні».

## Вихід та реакція
Let's Play Two вийшов 29 вересня 2017 році на власному лейблі гурту Monkeywrench. Музична складова альбому містила записи сімнадцяти пісень з обох концертів. Окрім традиційних хітів, серед яких три пісні з дебютного альбому Ten, Pearl Jam виконали кавер-версії «Crazy Mary» Вікторії Вільямс та «I've Got A Feeling» The Beatles, а також авторську пісню Едді Веддера «All The Way», написану про можливу перемогу «Кабс» ще 2008 року.
В газеті New York Times фільм назвали чимось середнім між спортивною драмою та концертним відео. Деніел М. Голд звернув увагу, що остання третина фільму вийшла «дещо незграбною», бо спортивний результат — перемога «Кабс» — був вже відомим, і сміливо запропонував команді, що на той момент вийшла до плей-оф, виграти два титули поспіль. На сайті Louder Sound фільм оцінили на три з половиною зірки з п'яти, назвавши «цікавим оглядом того, як Pearl Jam пережили сіетлські часи, щоб стати класичним американським рок-гуртом». В британському електронному журналі Drowned in Sound також порівняли історії Pearl Jam та «Чикаго Кабс», згадавши важкі часи в минулому, коли лише завзяті шанувальники підтримували обидва колективи.

## В ролях
- Джеф Амент
- Стоун Ґоссард
- Метт Кемерон
- Майк Маккріді
- Едді Веддер

## Список пісень
| #   | Назва                                              | Тривалість |
| --- | -------------------------------------------------- | ---------- |
| 1.  | «Low Light»                                        |            |
| 2.  | «Better Man»                                       |            |
| 3.  | «Elderly Woman Behind The Counter In A Small Town» |            |
| 4.  | «Last Exit»                                        |            |
| 5.  | «Lightning Bolt»                                   |            |
| 6.  | «Black, Red, Yellow»                               |            |
| 7.  | «Black»                                            |            |
| 8.  | «Corduroy»                                         |            |
| 9.  | «Given To Fly»                                     |            |
| 10. | «Jeremy»                                           |            |
| 11. | «Inside Job»                                       |            |
| 12. | «Go»                                               |            |
| 13. | «Crazy Mary»                                       |            |
| 14. | «Release»                                          |            |
| 15. | «Alive»                                            |            |
| 16. | «All The Way»                                      |            |
| 17. | «I've Got A Feeling»                               |            |